# Winfried Hübner
Winfried Hübner (* 23. Oktober 1948 in Burghausen) ist ein deutscher Schauspieler.

## Leben
Winfried Hübner wurde von 1971 bis 1974 an der Otto-Falckenberg-Schule in München zum Schauspieler ausgebildet. Er wurde dann bei Film und Fernsehen sowie in Bayern an verschiedenen Theatern tätig. Ab 1993 spielte er in der Serie Ein Bayer auf Rügen den „Polizeimeister Kober“. Ab 1998 spielte er „Bert Marquart“ in der Serie Tierarzt Dr. Engel. Seit 2003 spielt er in verschiedenen Rollen beim Komödienstadel mit.

## Filmografie (Auswahl)
- 1987: Tatort – Die Macht des Schicksals
- 1988: Tatort – Gebrochene Blüten
- 1988, 1994: Weißblaue Geschichten (Fernsehserie, 2 Folgen)
- 1989–2005: Forsthaus Falkenau (Fernsehserie, 9 Folgen)
- 1992: Die Distel
- 1993–1997: Ein Bayer auf Rügen (Fernsehserie, 42 Folgen)
- 1998: Krambambuli
- 1998–2004: Tierarzt Dr. Engel (Fernsehserie, 19 Folgen)
- 2000: Der Bulle von Tölz: Treibjagd
- 2001: Herbstwind
- 2001: SOKO Kitzbühel
- 2001: Die Verbrechen des Professor Capellari: Zerbrechliche Beweise
- 2001: Der Bulle von Tölz: Sioux City
- 2002: Die Rosenheim-Cops – Stockl ermittelt
- 2002: Ich schenk Dir einen Seitensprung
- 2003: Polizeiruf 110 – Pech und Schwefel
- 2003–2018: Der Komödienstadel (Fernsehreihe)
  - 2003: 's Brezenbusserl
  - 2012: Die fromme Helene
  - 2012: Lauter Hornochsen
  - 2012: Obandlt is!
  - 2013: Allein unter Kühen
  - 2016: Göttinnen weißblau
  - 2017: Der Cowboy von Haxlfing
  - 2017: Rock 'n' Roll im Abendrot
  - 2018: Odel verpflichtet
- 2005: Emilia – Familienbande
- 2005: Ein Luftikus zum Verlieben
- 2007: Stadt Land Mord! – Ein gewaschener Mord
- 2007: Agathe kann’s nicht lassen: Das Mörderspiel
- 2008: Meine Mutter, mein Bruder und ich
- 2008: Der Bibelcode
- 2008: Der Bulle von Tölz: Die Leonhardifahrer
- 2008: Die Rosenheim-Cops – Mord auf der Weide
- 2010: Die Posthalter-Christl
- 2011: Bermuda-Dreieck Nordsee
- 2011: Utta Danella – Liebe mit Lachfalten
- 2011: Die Trödelqueen – Gelegenheit macht Liebe
- 2013: Die Rosenheim-Cops – Karten lügen nicht
- 2023: Frühling: Lauf weg, wenn du kannst

## Theater (Inszenierungen)
- 1992: Der Diener zweier Herren, Komödie im Bayerischen Hof, München
- 1996: Astutuli, Staatstheater am Gärtnerplatz, München
- 1997: Amok, Sommerhausen
- 1997: Die Kleinbürgerhochzeit, Münchner Volkstheater
- 1998: Das Kaffeehaus, Heppenheim
- 1998: Der starke Stamm, Münchner Volkstheater
- 2000–2004: König Ludwig II.n Füssen
- 2005: Der Diener zweier Herren, Wunsiedel
- 2006: Graf Schorschi, Kleine Komödie am Max II, München
- 2007: Der verkaufte Großvater, Tollwood-Festival, München
- 2008: Der fröhliche Weinberg, Pforzheim

## Hörspiele
- 1985: Der bayerische Jedermann – Regie: Stefan Rinser
- 1995: Der Nibeljunge – Regie: Hellmuth Matiasek